# 完整限制
在資料庫管理系統中，最簡單的完整限制(Integrity Constraints)牽涉到明確定義每筆資料的資料型態。例如：限定資料表中的學生成績落於"A"到"C"之間，若更新資料為"A"，則系統無法自動發現錯誤，因為資料是有效的；然而，若更新資料為"Z"，則會被系統拒絕，因為資料無效。
較複雜的限制(Constraints)牽涉到一個檔案的紀錄必須與另一個檔案的紀錄相關聯。例如："學生"資料表中的性別欄位，必須與"學生體格"資料表相關聯，此限制又稱為參考性完整限制(Referential Integrity Constraints)。
另一種限制(Constraints)牽涉到表明每筆資料的唯一性。例如：「學生」資料表中的學號欄位，每位學生必須有相異的鍵值(key)，此限制又稱為「鍵值限制」或「唯一限制」(Key or Uniqueness Constraints)。。